# Astro - Uma Fábula Urbana em um Rio de Janeiro Mágico
Astro - Uma Fábula Urbana em um Rio de Janeiro Mágico (Engelse titel: Astro: An Urban Fable in a Magical Rio de Janeiro) is een Braziliaanse komische dramafilm uit 2012, geregisseerd door Paula Trabulsi.

## Verhaal
Astro een dochter van een Braziliaanse moeder en een Zweedse vader verlaat Zweden om Rio de Janeiro te bezoeken. Tijdens haar speurtocht is ze op zoek naar een huis dat ze had geërfd en ontmoet ze Alice.

## Rolverdeling
| Acteur              | Personage          |
| ------------------- | ------------------ |
| Alexandra Dahlström | Astro              |
| Verônica Debom      | Alice              |
| Regina Duarte       | Buurvrouw          |
| Odilon Wagner       | Henrique           |
| Cláudio Cavalcanti  | Dr. Ismael Salgado |
| Gabi Brites         | Carol              |

## Release
De film ging in première op 27 september 2012 op het Festival do Rio in Rio de Janeiro.

## Prijzen en nominaties
| Jaar | Prijs                              | Categorie               | Genomineerde(n)    | Uitslag  |
| ---- | ---------------------------------- | ----------------------- | ------------------ | -------- |
| 2013 | Grande Prêmio do Cinema Brasileiro | Beste mannelijke bijrol | Cláudio Cavalcanti | Gewonnen |